# Eiskellerberg bei Siggeneben

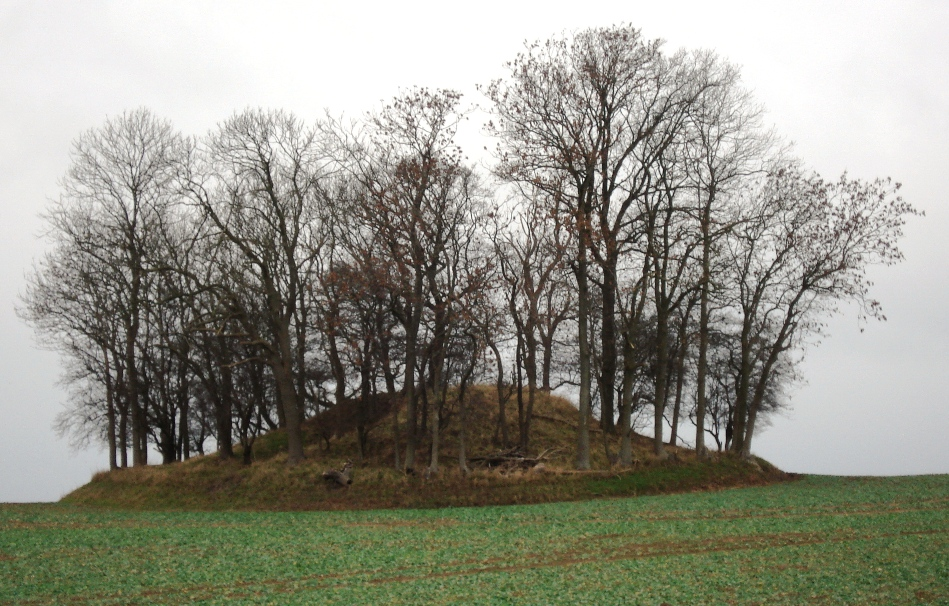
Der "Eiskellerberg bei Siggeneben"

Der Eiskellerberg bei Siggeneben ist ein jungsteinzeitlicher oder bronzezeitlicher Grabhügel in der Nähe des Dorfes Siggeneben (Gemeinde Grube im Kreis Ostholstein in Schleswig-Holstein).
Es handelt sich um einen von Bäumen und Büschen bewachsen ovalen Erdhügel mit einer Länge von ca. 50 und einer Breite von ca. 30 Meter und einer Höhe von ca. 6 Meter. Damit gehört er zu den größten Grabhügeln im Kreis Ostholstein und befindet sich auf einer Geländekuppe auf einem Feld.
Aufgrund seiner auffälligen Höhe von 21 Metern ü.NN. – in der sonst eher flachen, von Grundmoränen geprägten Landschaft – ist er häufig auf Landkarten verzeichnet.
Sein Name leitet sich von dem in ihn hineingegrabenen Eiskeller des nahen Gutes Augustenhof ab.
Der Grabhügel steht unter Denkmalschutz.